# Soap Opera (album)
Soap Opera nebo The Kinks Present a Soap Opera je konceptuální album anglické rockové skupiny The Kinks. Bylo vydáno v roce 1975 a jedná se o třinácté studiové album kapely.

## Děj
Album vypráví příběh hudebníka jménem Starmaker, který prochází různými místy s „obyčejným mužem“ Normanem, aby lépe pochopil život. Starmaker se vyspí s Normanovou manželkou Andreou a další den jde do práce, ale zasekne se v dopravní špičce. Pracuje od devíti do pěti, potom jde do baru na pár drinků. Doma jej vítá Andrea, jíž řekne, že on tomu celému „dává smysl“. V tuto chvíli Starmaker ztrácí kontrolu nad realitou a neví, kým ve skutečnosti je. Nakonec se s Andreou usadí a smíří se s tím, že je nyní jen pouhá „tvář v davu“. Album končí výrokem, že ačkoliv mnoho rockových hvězd může vyblednout, jejich hudba žije dál.

## Seznam skladeb
Autorem všech skladeb je Ray Davies.
| Strana 1 | Strana 1                       | Strana 1 |
| Pořadí   | Název                          | Délka    |
| -------- | ------------------------------ | -------- |
| 1.       | Everybody's a Star (Starmaker) | 2:57     |
| 2.       | Ordinary People                | 3:49     |
| 3.       | Rush Hour Blues                | 4:27     |
| 4.       | Nine to Five                   | 1:48     |
| 5.       | When Work Is Over              | 2:06     |
| 6.       | Have Another Drink             | 2:41     |

| Strana 2 | Strana 2                   | Strana 2 |
| Pořadí   | Název                      | Délka    |
| -------- | -------------------------- | -------- |
| 1.       | Underneath the Neon Sign   | 3:53     |
| 2.       | Holiday Romance            | 3:10     |
| 3.       | You Make It All Worthwhile | 3:49     |
| 4.       | Ducks on the Wall          | 3:20     |
| 5.       | (A) Face in the Crowd      | 2:17     |
| 6.       | You Can't Stop the Music   | 3:12     |

## Obsazení
- Ray Davies - zpěv, kytara
- Dave Davies - kytara, zpěv
- John Dalton - baskytara
- John Gosling - klávesy
- Mick Avory - bicí
- June Ritchie - zpěv Andrey (Normanovy manželky)